# 钓樟叉丝壳
钓樟叉丝壳（学名：Microsphaera benzoinis）是属于白粉菌目白粉菌科叉丝壳属的一种真菌，寄生在钓樟属植物上。该种分布于中国。